# 李蒼降
李蒼降（1924年6月25日—1950年10月14日），中國共產黨黨員，出身蘆洲李家，台灣日治時期台北二中（今成功中學）畢業，擔任蘆洲公學校教師，1944年因閱讀禁書遭檢舉入獄，1945年日本投降後出獄加入三民主義青年團，1947年參與成立新民主同志會加入中國共產黨，1949年7月加入基隆市工作委員會擔任工委，後因《光明報》曝光遭到逮捕，1950年10月14日與鍾浩東、唐志堂押赴馬場町刑場槍決。

## 生平
李蒼降為蘆洲李宅第六世子孫，李友詩長子，台灣義勇隊將軍李友邦堂侄。

### 抗日青年
1937年考入台北二中，就讀台北二中時認識出身板橋的林如堉，由於當時二中學長林水旺等籌組「中國急進青年黨」思漢反日事件遭逮捕判刑，台北二中學生皆受其鼓舞，1942年畢業後透過台北二中中國籍同學雷燦南認識了台北帝大化工系的李薰山，1944年，當時李薰山因知道雷燦南與李蒼降都愛看抗日書刊，因此從帝大圖書館偷出一本重慶版蕭乾曾編輯的《清算日本》閱讀，後介紹給雷燦南與李蒼降看，結果李蒼降私下在蘆洲公學校內閱讀，遭到擔任線民的同事檢舉而遭到日本當局逮捕，雷燦南遭日警嚴刑拷問導致精神崩潰，李蒼降則也遭到判刑入獄，1945年日本戰敗投降，台灣光復後李蒼降出獄後加入叔叔李友邦成立的三民主義青年團中央直屬臺灣區團部，1946年在堂叔李友邦的推薦下赴中國名校杭州中學就讀。

### 加入共黨
在杭州中學就讀期間受學運影響衝擊，1947年二二八事件發生後李友邦遭省主席陳儀逮捕押送南京，李蒼降為協助嬸嬸嚴秀峰營救受困南京的叔叔而返台，李薰山憶及當時再遇李蒼降時他已表示對國民黨徹底失望思想左傾，1947年回台期間與二中同學林如堉、三青團好友二中學長陳炳基及已加入共產黨的李薰山 台大農經系李登輝學生成立了新民主同志會擔任中央委員，1948年後發展為中共地下組織「台灣人民解放同盟」，1948年底遭特務滲透破獲為最早遭破獲之台共組織，當時林如堉及李薰山遭逮捕，陳炳基潛逃回國，李登輝未被供出，然一說台大法學院葉城松案中記載其由奸匪李登輝介紹加入匪幫，顯見李登輝當時未遭逮捕，有出賣同志之嫌，但根據李登輝總統訪談錄資料顯示，其自新時間為1967年。
1948年李蒼降由陳炳基安排到劉青石在花蓮開的金沙礦場，收納遭當局追緝的地下黨員，當時，工廠由劉青石及其二哥劉英烈等出資，劉青石擔任經理，由李蒼降主持，並成為組織據點發展山地工作。
1949年7月李蒼降加入由鍾浩東成立中國共產黨基隆市工作委員會擔任工委，吸收唐志堂、江支會、蔡新興、許省五、許省六加入，未幾，1949年8月《光明報》曝光後發動大搜索，當局陸續破獲了「成功中學支部」、「臺大法學院支部」、「基隆中學支部」及「基隆市工委支部」，8月15日李蒼降與姊姊陳李連因一同遭到逮捕，並於1950年9月7日遭判決死刑確定，1950年10月14日與鍾浩東、唐志堂押赴馬場町刑場槍決。

### 家人
妻子李曾碧麗在基隆市工委支部案發生後，遭到逮捕並嚴重刑求，白色恐怖受難人陳英泰描述，當時他關押在女囚牢旁，他描述當時已懷孕八九個月的李蒼降夫人曾碧麗遭到倒吊毒打審訊，導致腹中胎兒胎盤剝離而早產，在李蒼降亡故後，李曾碧麗繼續在台大醫院擔任護理工作至護理長退休，撫養愛女長大成人，女兒後來台大醫學院畢業，成為知名腎臟權威醫師。
總統李登輝於1996年選舉前夕與昔日戰友陳炳基會面，陳炳基提及李蒼降女兒在台北某醫院擔任主治醫師，當時擔任總統的李登輝公開表示要到醫院拜訪李氏後人請其陪同視察醫院，並問候李蒼降夫人。

### 平反
2018年10月5日，促進轉型正義委員會促轉三字第1075300110B號函文，正式撤銷受難者林慶雲君等1270人之刑事有罪判決暨其刑，其中(39)安潔字第 2517 號，有關李蒼降連續共同意圖以非法方法顛覆政府而著手實行之有罪判決暨其刑及沒收之宣告正式撤銷。